# واینگارتن (تورینگن)
واینگارتن (به آلمانی: Weingarten) یک منطقهٔ مسکونی در آلمان است که در هورزل واقع شده‌است.
 واینگارتن  ۱۵۷ نفر جمعیت دارد.